# Ingatestone
Ingatestone – wieś w Anglii, w hrabstwie Essex, w dystrykcie Brentwood. Leży 11 km na południowy zachód od miasta Chelmsford i 40 km na północny wschód od Londynu. Miejscowość liczy 4504 mieszkańców.